# Pamela Figueroa
Pamela Eugenia Figueroa Rubio (Santiago, 14 de diciembre de 1970) es una politóloga, académica y política chilena, exintegrante del Partido por la Democracia (PPD). Desde el 3 de marzo de 2025 se desempeña como presidenta del consejo directivo del Servicio Electoral de Chile (Servel), siendo la primera mujer en ejercer dicho cargo.

## Familia y estudios
Nació en Santiago de Chile el 14 de diciembre de 1970, hija de Gerardo Figueroa Gil y María Rebeca Rubio Palma. Realizó sus estudios superiores en la Universidad Metropolitana de Ciencias de la Educación (UMCE), titulándose como profesora en Historia y Geografía en 1994. Dos años después, obtuvo un magíster en ciencia política en el Instituto Ciencia Política de la Pontificia Universidad Católica de Chile (PUC), mientras que posteriormente, en 2001, alcanzó una maestría en artes de estudios latinoamericanos en la Escuela Relaciones Internacionales de la Universidad de Georgetown (Estados Unidos), y en 2019, un doctorado en estudios americanos políticos y sociales en el Instituto de Estudios Avanzados (IDEA) de la Universidad de Santiago de Chile (Usach).

## Carrera profesional
Ha ejercido su profesión desempeñándose como docente en el IDEA de la Usach y, de forma paralela, ejerció como coordinadora académica del Observatorio Nueva Constitución. Entre 2014 y 2018, durante el segundo gobierno de la presidenta socialista Michelle Bachelet, actuó como jefa de la División de Estudios del Ministerio Secretaría General de la Presidencia (Segpres), y en 2019, fue integrante de la mesa técnica del proceso constituyente chileno, que definió la redacción y propuesta de las reformas constitucionales necesarias para llevar a cabo la elección de los convencionales constituyentes, que se realizó en abril de 2021.
El 22 de diciembre de dicho último año, fue propuesta por el entonces presidente de la República, Sebastián Piñera, como integrante del Consejo Directivo del Servicio Electoral de Chile (Servel); su nombramiento fue aprobado por el Senado el 19 de enero de 2022. El 3 de enero de 2025 fue nombrada presidenta del Consejo Directivo del Servel, en reemplazo de Andrés Tagle, convirtiéndose en la primera mujer en encabezar dicho organismo electoral chileno.

## Publicaciones
- 7 propuestas para la nueva Constitución de Chile, editora, junto a Tomás Jordán (Santiago: Universidad de Santiago, 2018). ISBN 978-956-303-460-8